# Joe Reid (atleta)
Joseph Reid, detto Joe (8 marzo 1996), è un mezzofondista britannico, originario dell'Isola di Man.

## Palmarès
| Anno                                  | Manifestazione          | Sede       | Evento      | Risultato  | Prestazione | Note |
| ------------------------------------- | ----------------------- | ---------- | ----------- | ---------- | ----------- | ---- |
| In rappresentanza dell' Isola di Man  |                         |            |             |            |             |      |
| 2013                                  | Island Games            | Hamilton   | 400 m piani | Oro        | 48"48       |      |
| 2017                                  | Island Games            | Visby      | 400 m piani | Bronzo     | 49"21       |      |
| In rappresentanza della Gran Bretagna |                         |            |             |            |             |      |
| 2018                                  | Giochi del Commonwealth | Gold Coast | 800 m piani | Batteria   | 1'50"03     |      |
| 2019                                  | Europei indoor          | Glasgow    | 800 m piani | Semifinale | 1'51"26     |      |